# 孫琡
孫琡（16世紀—17世紀），字成玉，號肖田，陝西西安府渭南縣人，明朝政治人物。

## 生平
十二月十二日生，治易经。萬曆十九年（1591年）中辛卯科陕西鄉試第二十一名舉人，二十三年（1595年）成進士，都察院觀政，二十四年四月獲授直隶東光知縣，二十五年轉任翼城，升為工部主事。
孫琡在東光時消除奸佞、興辦事業，有愛民之心，當地人立祠祭祀他；他在家中待人有禮、忠實厚道，對繁華不為所動。

## 家族
曾祖孫景陽，贈通議大夫順天府府尹。祖父孫爵，贈通議大夫順天府府尹。父孫一正，嘉靖三十二年癸丑進士，通議大夫順天府府尹。前母牟氏，贈淑人；母郭氏，封安人；生母顾氏，封太孺人。慈侍下。堂兄孙玮，丁丑進士、順天府府尹。娶吉氏，贈孺人；继娶周氏，封孺人。